# Sonsonate Oeste
Sonsonate Oeste es uno de los 44 municipios en los que se encuentra dividido El Salvador y pertenece al Departamento de Sonsonate. Limita al norte, oeste y este con Ahuachapán Sur y Sonsonate Centro y al sur con el Océano Pacífico. Fue creado el 13 de junio de 2023 y está conformado por un solo distrito Acajutla.